# اکنور
اکنور (به انگلیسی: Aknoor) یک منطقهٔ مسکونی در هند است که در آندرا پرادش واقع شده‌است.

## خصوصیات
اکنور ۵٬۹۲۹ نفر جمعیت دارد.